# Антресоль (меблі)

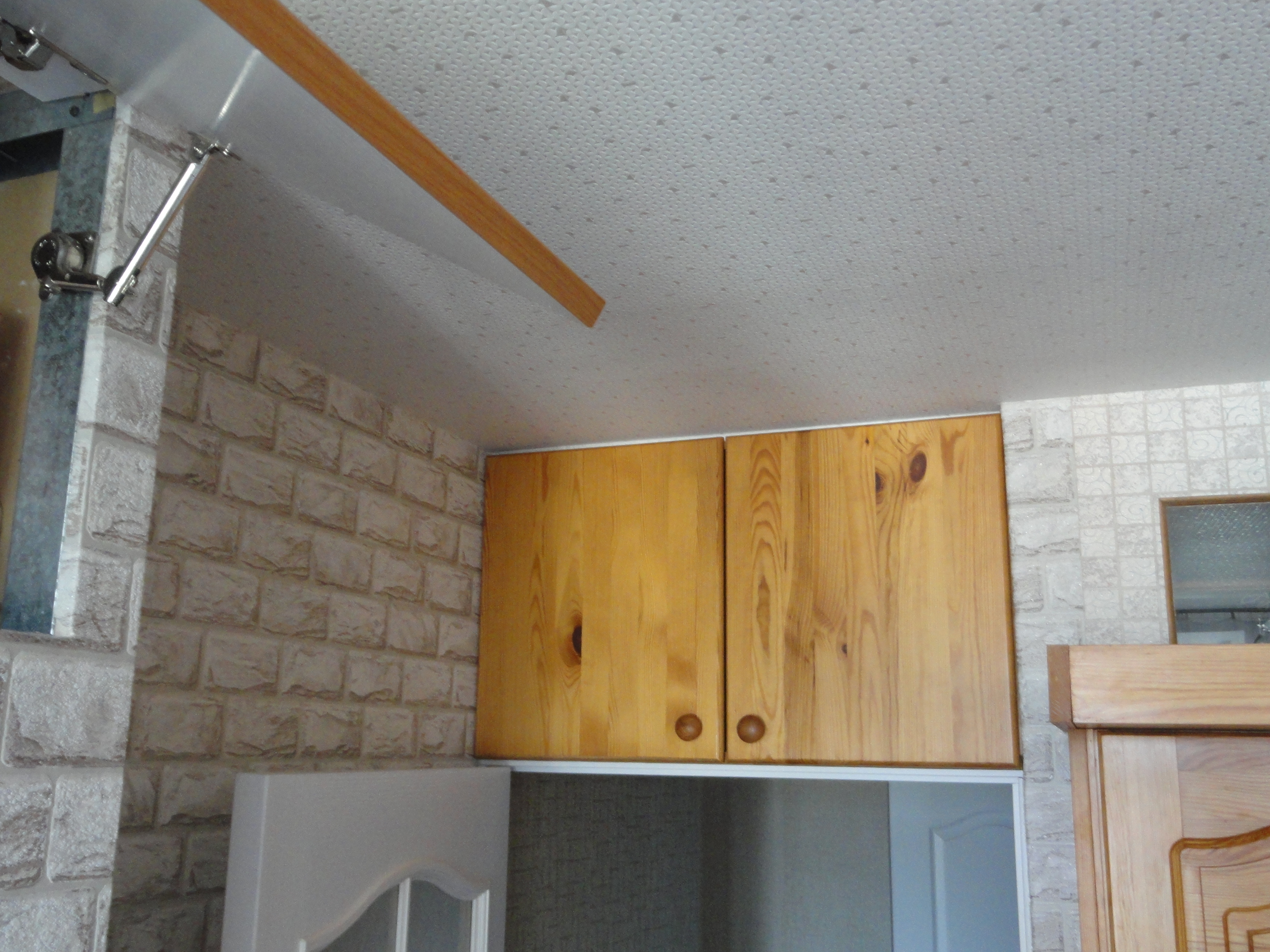
Антресоль

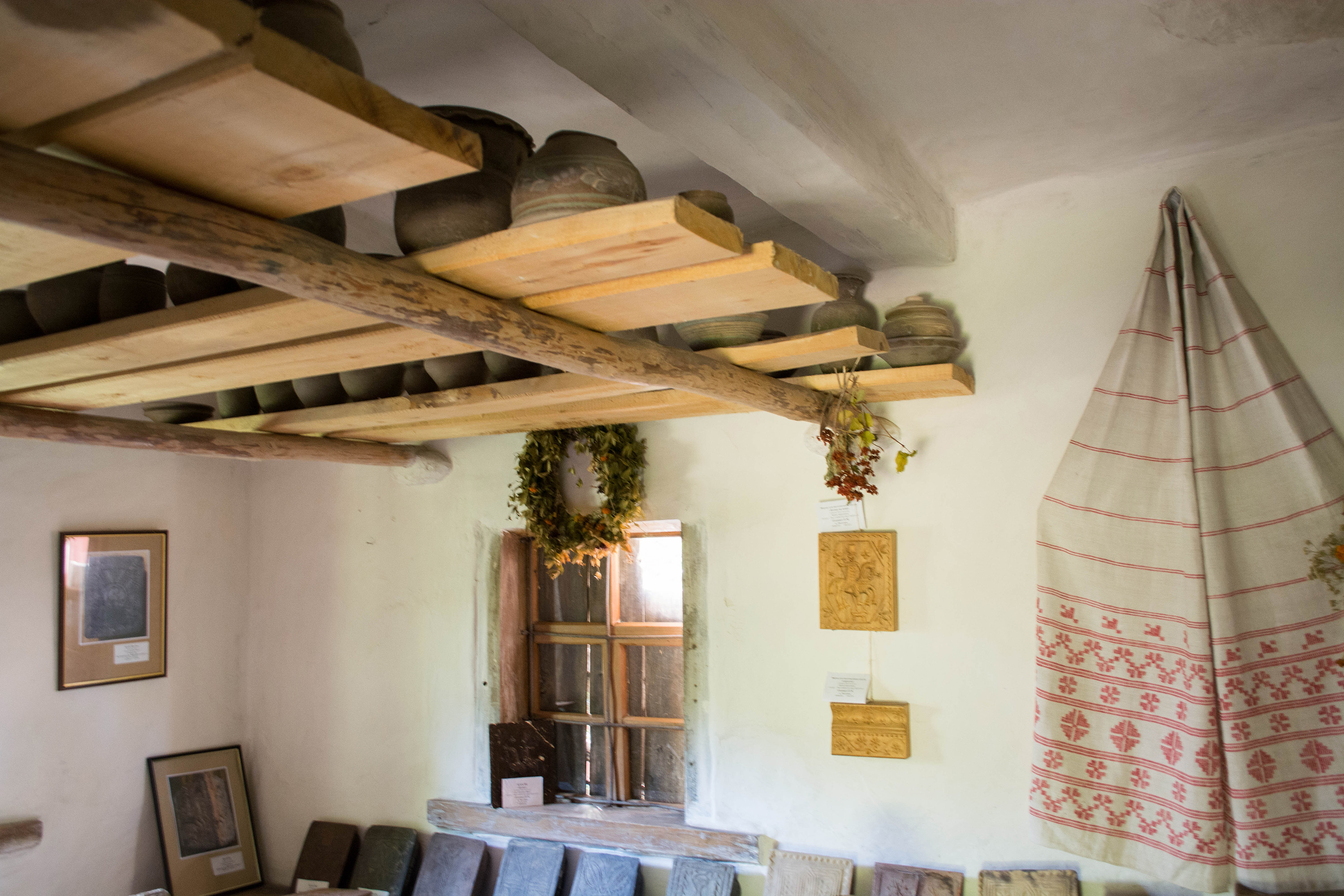
Настил з дощок на грядах у хаті зі села Велика Павлівка. Музей у Пирогові.

Антресо́ль (від фр. entresol — «міжповерх», «міжпідлога», «півповерх») — настил, полиця під стелею для зберігання речей, відокремлена від приміщення дверцятами. Також антресоллю називають верхні відділення шафи або верхні секції шафи.
Зазвичай антресоль знаходиться вище людського зросту, в порівняно важкодоступній зоні. Поміщають на ній переважно рідко використовувані речі. Як правило, антресолі влаштовують в передпокої і в коридорі квартири, часто забезпечуючи доступ до їхнього простору з двох сторін.
Аналогом антресолі в українській хаті (коморі) були грядки, гря́ди — парні жердини, розташовані під стелею від однієї стіни до іншої; на грядах розвішували одяг, сушили білизну, дрова, коноплі. Настил під покрівлею для зберігання речей у діалектах також називався подря, пі́дрі, підря, підра (крім того, ці слова вживалися в значенні «горище», «сінник», «сідало для курей»).